# لوله کونت

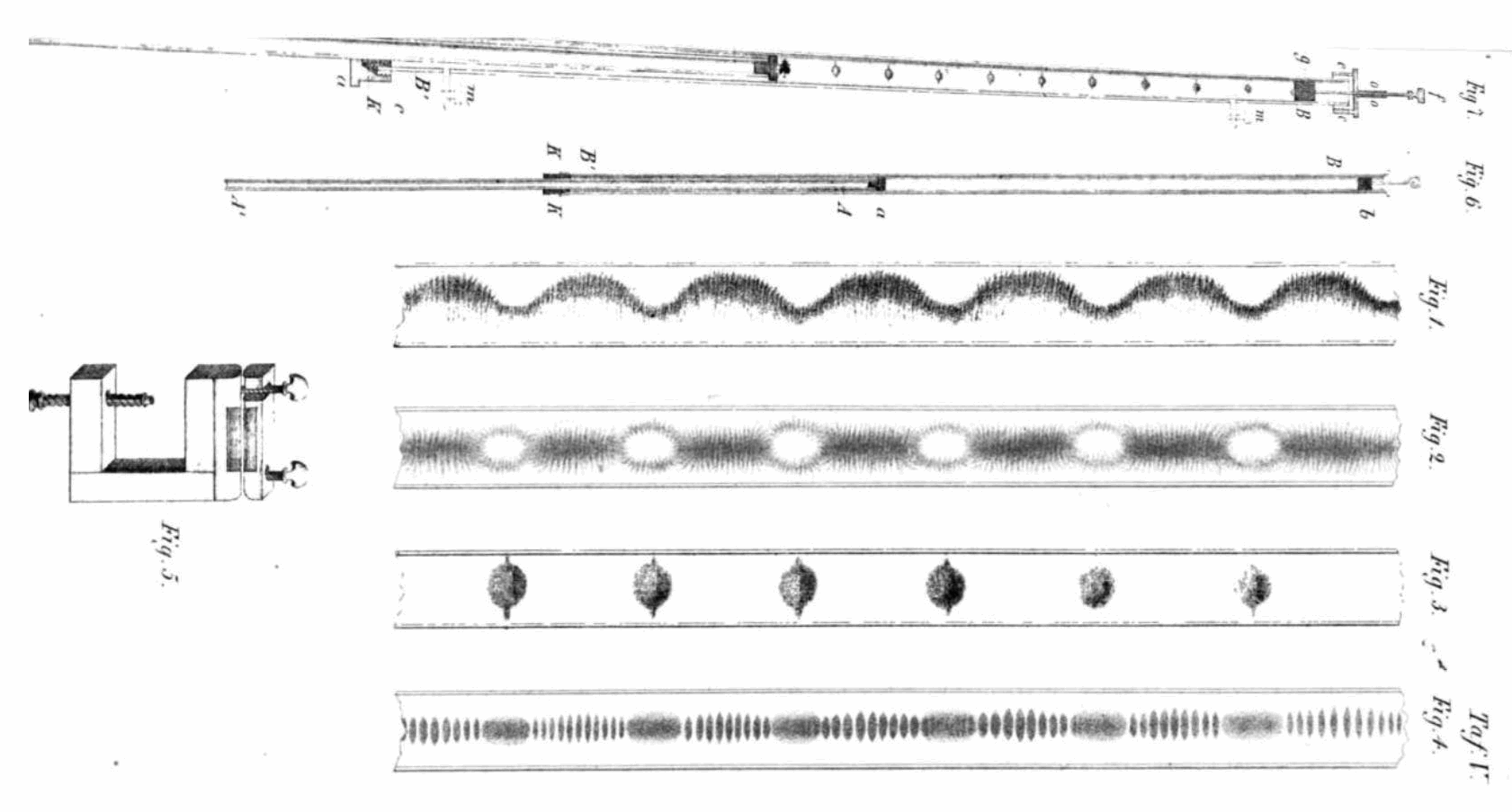
طرحی از مقاله اصلی سال 1866 کونت در سالنامه فیزیک, که دستگاه لوله کونت (شکل 6 و 7, بالا) و الگوی پودر تشکیل شده را نشان می دهد (شکل 1, 2, 3, 4).

لوله کونت(به انگلیسی: Kundt's tube) یک دستگاه تجربی آکوستیک است که در سال 1866 توسط فیزیکدان آلمانی, آگوست کونت برای اندازه‌گیری سرعت صوت در گاز یا یک میله جامد اختراع شد.  استفاده امروزه این دستگاه صرفاً جهت نمایش وجود امواج ایستا و نیروهای آکوستیک می‌باشد.

## نحوه کارکرد
این دستگاه متشکل از یک لوله شفاف  عمودی که دارای مقدار کمی از یک پودر ظریف همانند خاک اره, تالک یا سنبه زمینی است می‌باشد. یک طرف لوله دارای یک منبع تک فرکانسی (تن خالص) تولیدکننده صدا است. کونت از یک میله آهنی تشدیدکننده که با مالیدن آن موجب لرزیدن یا 'زنگ زدن' لوله می شد, استفاده کرد, اما امروزه برای نمایش کارکرد این دستگاه, فقط از یک بلندگو متصل به یک تولیدکننده موج که قابلیت ایجاد یک موج سینوسی را دارد, استفاده می‌شود. طرف دیگر لوله توسط یک پیستون قابل حرکت بسته شده که قابلیت تغییر طول لوله را فراهم می سازد.
تولیدکننده صدا روشن شده, و با تغییر طول لوله توسط پیستون متحرک, طولی که صدایی خیلی زیاد تر تولید می‌کند تنظیم می‌شود. این نشان دهنده این است که لوله در حالت تشدید قرار گرفته‌است. این به این معناست که طول لوله از یک سر تا سر دیگر و دوباره تا سر اول, مضربی از طول موج λ امواج صدا می‌باشد. بنابراین, طول لوله مضربی از نصف طول موج می‌باشد. در این موقع, امواج صدای درون لوله, در فرمی به نام امواج ایستا می‌باشند, و دامنه لرزش‌های هوا در با فاصله‌هایی مشخص از همدیگر در طول لوله, صفر است که نشانگر وجود گره هایی می‌باشد. پودر از جایی که هوا بیشترین لرزش را دارد, به جایی که کمترین لرزش ممکن هوا وجود داشته (گره) منتقل و جمع می‌شود. فاصله بین گوله‌های ایجاد شده پودر معادل با نصف طول موج λ/2 صدا است. با اندازه گرفتن این فاصله می‌شود طول موج λ صدا را پیدا کرد. اگر فرکانس f صدا مشخص باشد, با ضرب کردن فرکانس با طول موج, سرعت صوت c در هوا قابل محاسبه است:
{\displaystyle c=\lambda f\,}
حرکت دقیق پودر در واقع به دلیل اثری به نام جریان آکوستیک می‌باشد که توسط رابطه موج صدا با لایه مرزی هوا در سطح لوله می‌باشد.

## آزمایش‌های بیشتر
با پر کردن لوله با گاز دیگری به جز هوا, و با خالی کردن مقداری از این گاز با استفاده از یک پمپ مکش, کونت توانست سرعت صوت را در گازهای مختلف و فشارهای مختلف محاسبه کند. برای ایجاد لرزش‌های مورد نظرش, کونت طرف دیگر لوله آهنی را با استفاده از یک چوب پنبه کمی شل شده, بست و وسط آن را با یک گیره نگه داشت. با مالیده طولی لوله که با تکه‌ای از چرم پوشیده در کلوفون, میله به صورت طولی در بسامد پایه شروع به لرزیدن, با بالاترین نت کرد. زمانی که سرعت صوت در هوا معلوم شد, کونت قادر به محاسبه سرعت صوت در فلز میله تشدیدکننده شد. طول میله L مساوی با نصف طول موج صدا در فلز, و فاصله بین گوله‌های پودر d برابر با نصف طول موج صدا در هوا بود. پس نسبت این دو, برابر با نسبت سرعت صدا در دو ماده بود:
{\displaystyle {\frac {c_{metal}}{c_{air}}}={\frac {f\lambda _{metal}}{f\lambda _{air}}}={\frac {\lambda _{metal}}{\lambda _{air}}}={\frac {L}{d}}\,}

## دلیل دقت دستگاه

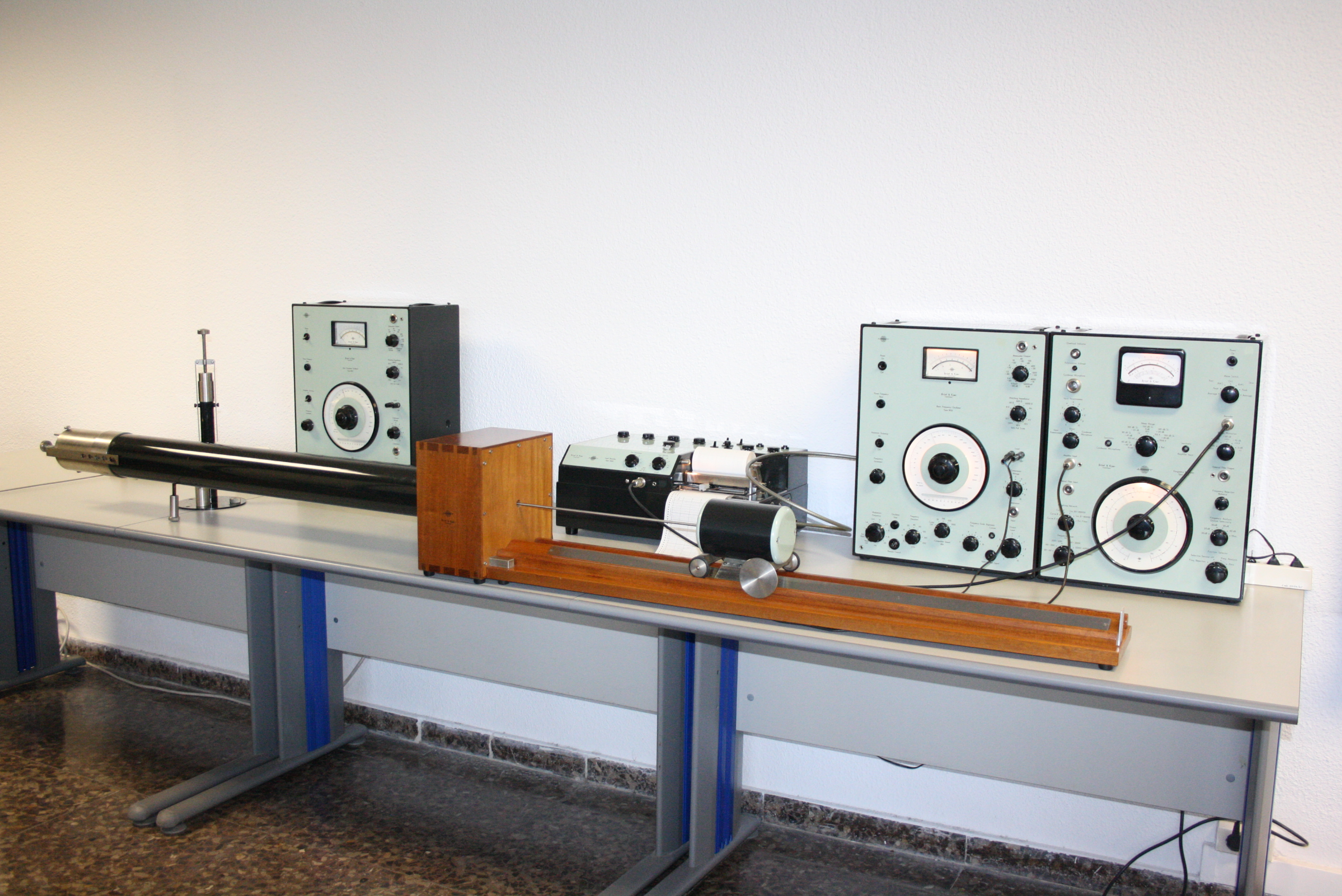
نسخه مدرن آزمایش لوله کونت, که در کلاس فیزیک دانشگاه South American University استفاده می‌شود. به جای یک لوله شفاف با پودر در داخل لوله برای مشخص کردن گره ها, این دستگاه از میکروفون‌هایی که داخل لوله تعبیه شده‌اند, استفاده می‌کند. پیستون محرک (وسط سمت راست) جلو و عقب می‌شود. زمانی که مکان میکروفون در پاد-گره‌های موج قرار می‌گیرد, فشار صدا صفر می‌شود. قدرت صدا توسط میکروفون اندازه گرفته شده و بر روی ذخیره‌کننده نموداری ضبط می‌شود (وسط پایین).

روش دیگری با دقت کمتر برای مشخص کردن طول موج با استفاده از یک لوله, که قبل از کونت استفاده شده بود, این است که به سادگی طول لوله در نقاط تشدید اندازه‌گیری شود, که تقریباً معادل مضربی از نصف طول موج است. به این دلیل که هوایی که در طرف منبع لوله, کنار دیافراگم بلندگو قرار دارد, می لرزد, به‌طور کامل در نقطه گره (نقطه شدت صفر) موج ایستا قرار ندارد. گره در واقع با فاصله‌ای بعد از انتهای لوله به وجود می‌آید. روش کونت این اجازه را داد که مکان واقعی گره‌ها با دقت بالا مشخص شوند.

## همینطور ملاحظه کنید
- Chladni plates, another standing wave visualization technique.
- Rubens' tube, demonstrates the relationship between standing sound waves and sound pressure.

## مطالعه بیشتر
- Hortvet, J. (1902). A manual of elementary practical physics. Minneapolis: H.W. Wilson. Page 119+.

## References
1. ↑  Kundt, A. (1866). "Ueber eine neue Art Akustischer Staubfiguren und über die Anwendung derselben zur Bestimmung der Shallgeschwindigkeit in festen Körpern und Gasen". Annalen der Physik. Leipzig: J. C. Poggendorff. 127 (4): p.497–523. Retrieved 2009-06-25. {{cite journal}}: |pages= has extra text (help)
2. ↑  Kundt, August (January–June 1868). "Acoustic Experiments". The London, Edinburgh and Dublin Philosophical Magazine and Journal of Science. UK: Taylor & Francis,. 35 (4): p.41–48. Retrieved 2009-06-25. {{cite journal}}: |pages= has extra text (help)نگهداری CS1: نقطه‌گذاری اضافه (link) نگهداری یادکرد:فرمت پارامتر تاریخ (link)
3. 1 2  Poynting, John Henry (1903). A Textbook of Physics: Sound, 3rd Ed. London: Charles Griffin & Co. pp. 115–117. {{cite book}}: Unknown parameter |coauthors= ignored (|author= suggested) (help)
4. ↑  Faber, T. E. (1995). Fluid Dynamics for Physicists. UK: Cambridge University Press. p. 287. ISBN 0-521-42969-2.